# Syndicat des mobilités des territoires de l'aire métropolitaine lyonnaise
 (février 2025).
Le Syndicat des Mobilités des Territoires de l’Aire Métropolitaine Lyonnaise (SMT AML) - anciennement Syndicat mixte de transports pour l'aire métropolitaine lyonnaise - regroupe plusieurs collectivités territoriales et établissements publics - Région Auvergne-Rhône-Alpes, la Métropole de Lyon à travers SYTRAL Mobilités, Saint-Étienne Métropole, les Communautés d’agglomération de la Porte de l’Isère et de Vienne Condrieu et les communautés de communes CCMP et 3CM - pour coordonner les politiques de mobilité entre les différentes entités à l'échelle de "l'aire métropolitaine lyonnaise" (Lyon, Saint-Étienne, Vienne-Condrieu, L'Isle-d'Abeau - Bourgoin-Jallieu, Villefranche-sur-Saône) et sud-ouest de l'Ain. C'est l'acteur de la coopération des autorités organisatrices de la mobilité à cette échelle.

## Historique
La coopération métropolitaine en matière de transport était portée par l'association de collectivités Région urbaine de Lyon (ou "RUL") créée en 1989 sous forme d'association loi de 1901.
En 2003, la RUL lance la plateforme d’information multimodale Multitud’ qui repose notamment sur un calculateur d’itinéraires intégrant les réseaux de transport urbain, départementaux et régionaux du périmètre[source secondaire souhaitée].
Entre 2005 et 2010, le projet de Réseau express de l'aire métropolitaine lyonnaise amène les autorités organisatrices de transport concernées (intercommunalités, départements, Région) à coopérer autour de l'amélioration des déplacements le long d'axes ferroviaires TER. La RUL participe à la démarche et alimente notamment la réflexion sur la mise en œuvre d'une tarification multimodale zonale.
En 2007, les acteurs de la mobilité souhaitent créer un syndicat mixte de type SRU afin de coordonner, notamment, la tarification multimodale. Néanmoins, les dispositions réglementaires ne permettent pas au Grand Lyon d'y adhérer alors qu'il contribue à l'époque au financement de cette tarification. La loi dite "Grenelle 2" modifiera en 2010 ces dispositions.
En s'appuyant sur la nouvelle dynamique de coopération illustrée par la création le 16 avril 2012 du pôle métropolitain du G4, un syndicat mixte de transport de type SRU est créé effectivement au 1er janvier 2013, sous le nom de SMT AML. Son objectif est de coordonner les déplacements au sein d'une zone composée de plusieurs réseaux de transports ne possédant pas de moyens coordonnés et qui voit en particulier chaque jour 40 000 déplacements domicile-travail effectués entre les agglomérations de Lyon, Saint-Étienne, Bourgoin-Jallieu et Vienne. 
Fin 2019, la Loi d'orientation des mobilités modifie les compétences obligatoires des syndicats mixtes comme le SMT AML. En cohérence avec les orientations générales, une des missions du SMT AML est désormais d'assurer la coordination des services de mobilité et non plus uniquement de transport. Les statuts du syndicat évoluent début 2021.

## Missions et organisations

### Statuts
Comme les autres syndicats mixtes de type SRU, le SMT AML a pour missions principales de coordonner les services de mobilité organisés par ses membres, de mettre en place une tarification unique ou unifiée sur son périmètre ainsi qu'un système d'information multimodale. Ses membres peuvent lui confier également l'organisation de services de mobilité comme transports collectifs réguliers (y compris ferroviaires) et à la demande, ainsi que toute action concourant à l'intermodalité et à la mobilité durable.
Il regroupe à partir du 1er janvier 2023 plusieurs collectivités territoriales et établissements publics autorités organisatrices de la mobilité :
- La région Auvergne-Rhône-Alpes ;
- SYTRAL Mobilités, autorité organisatrice des mobilités des territoires lyonnais ;
- Saint-Étienne Métropole ;
- La CAPI, Communauté d’agglomération Porte de l'Isère ;
- Vienne Condrieu Agglomération
- La CCMP, communauté de communes de Miribel et du Plateau ;
- La 3CM, communauté de communes de la Côtière à Montluel.

### Périmètres
Le syndicat exerce ses compétences sur les périmètres géographiques suivants :
- SYTRAL Mobilités, incluant la métropole de Lyon ainsi que l'ensemble des EPCI dont le "chef-lieu" est dans le département du Rhône ;
- Dans le département de l'Isère :
  - La CAPI ;
  - Vienne Condrieu Agglomération ;
- Dans le département de la Loire :
  - Saint-Étienne Métropole ;
- Dans le département de l'Ain :
  - La CCMP, communauté de communes de Miribel et du Plateau ;
  - La 3CM, communauté de communes de la Côtière à Montluel.

Afin de s'approcher des besoins constatés au-delà des périmètres administratifs, l'annexe 1 des statuts prévoit un périmètre de projet plus étendu. Des périmètres spécifiques peuvent également être retenus pour des études ou schémas, ainsi que pour le partenariat multitud'.

### Composition et administration

#### Comité syndical
Le Comité syndical est l'instance décisionnaire du SMT AML. C'est lui qui décide les grandes orientations.
Il est composé, à partir du 1er janvier 2023, de 22 membres titulaires, issus des sept collectivités et établissements publics et répartis comme suit :
- Région Auvergne-Rhône-Alpes : 6 membres ;
- SYTRAL Mobilités : 6 membres ;
- Saint-Étienne Métropole : 4 membres ;
- La CAPI : 2 membres ;
- Vienne Condrieu Agglomération : 2 membres ;
- La CCMP : 1 membre ;
- La 3CM : 1 membre.

Ces 22 membres titulaires sont accompagnés de 22 membres suppléants selon la même répartition.

#### Bureau syndical
Le comité syndical élit un bureau syndical qui définit et prépare les décisions les plus importantes qui seront ensuite soumises au vote des membres du Comité syndical.
Il est composé depuis le 7 juin 2024 de sept membres.
Le président est systématiquement élu parmi les représentants de la Région, à l'inverse du 1er vice-président qui est élu parmi les représentants de SYTRAL Mobilités, du 2e pour Saint-Étienne Métropole, 3e pour la CAPI et 4e pour Vienne Condrieu Agglomération[source secondaire souhaitée].

### Compétences
Les actions du SMT AML se structurent autour des compétences conférées par la loi Solidarité et renouvellement urbain (SRU) : 
- Coordination des services de mobilité ;
- Information multimodale ;
- Tarification coordonnée ;
- Maîtrise d’ouvrage d’infrastructures ;
- Gestion de services de mobilité ;
- Élaboration et mise en œuvre d’un schéma prospectif des déplacements à l’échelle métropolitaine ;
- Intermodalité ;
- Mobilité durable (autopartage, covoiturage).

## Réalisations

### T-libr
Mise en place le 20 août 2013, la tarification « T-libr » est une tarification multimodale s’appuyant sur un découpage zonal. Un titre T-libr permet à l’usager d’emprunter le réseau TER Auvergne-Rhône-Alpes et un ou plusieurs réseaux de transports urbains (TCL, STAS, L’va et Ruban) en utilisant comme support la carte Oùra. La formule est disponible généralement sous forme d'abonnement mensuel avec un tarif réduit pour les personnes de moins de 26 ans. Ce pass propose 4 formules d’abonnements adaptées permettant de circuler sur le territoire métropolitain. Pour des raisons techniques liées à la billettique du réseau TCL dont le renouvellement est prévu pour 2022/2023, des formules T-libr pour les trajets occasionnels (sans abonnement) ne sont disponibles que sur le périmètre du réseau STAS (T-libr S zone STAS," 1 voyage" ou "10 voyages" sur carte Oùra) ainsi que, depuis la rentrée scolaire de septembre 2022, sur le périmètre du réseau L'va (T-libr S zone STAS," 1 voyage" ou "10 voyages" sur carte Oùra).

### multitud'
multitud' est un partenariat entre collectivités territoriales et établissements publics qui organisent des services de mobilité et partagent leurs données dans un référentiel alimentant plusieurs outils publics comme Oùra, Moovizy, ONLYMOOV, Plaine-mobilité ou encore OSMand ou Géovélo.fr. Le partenariat est piloté par le SMT AML depuis 2015.

### Covoiturage
Une des premières réalisations du SMT AML a été la création d'une aire de covoiturage sur le parking du supermarché Géant Casino de Chasse-sur-Rhône.

### RER
Depuis 2021, le SMT AML contribue au projet de RER à l'échelle de l'aire métropolitaine Lyon - Saint-Étienne avec la réalisation d'un parangonnage européen ainsi que l'organisation d'échanges entre ses membres.

## Budget

### Ressources
Le SMT AML ne perçoit ni le Versement mobilité (réservé aux autorités organisatrices locales ou leurs groupements à qui elles ont délégué cette compétence) ni le versement mobilité additionnel auquel il aurait droit en tant que syndicat mixte de transports de type loi SRU. Ses ressources sont donc constituées des contributions des membres du syndicat, principalement la région Auvergne-Rhône-Alpes et le SYTRAL Mobilités. En 2015, ses recettes de fonctionnement se répartissaient ainsi :
|                               | Montant 2015 € |
| ----------------------------- | -------------- |
| Région Rhône-Alpes            | 151 437,00     |
| SYTRAL                        | 152 715,00     |
| Saint-Étienne Métropole       | 75 797,00      |
| Porte de l’Isère              | 35 828,00      |
| Vienne Condrieu Agglomération | 35 113,00      |
| TOTAL                         | 450 890,00     |

Il faut y ajouter les contributions exceptionnelles des partenaires sur certains projets, comme le projet Multitud' (18 218,40 € en 2015).

### Dépenses

#### Fonctionnement
Le SMT AML bénéficie de la mise à disposition d'agents de la Région, de la Métropole de Lyon et de Saint-Étienne Métropole, qui donne lieu à des remboursements en dépenses de fonctionnement (154 871,40 € en 2015).
La mise en œuvre du plan d'action (schéma prospectif de mobilité, projet Multitud'...) mobilise en 2015 plus de la moitié du budget du syndicat : 57 %, soit 281 771,48 €.

#### Investissement
Le SMT AML, de par la nature de ses compétences et de son organisation, a peu de dépenses d'investissement excepté Multitud'.